# Hirtomurex kawamurai
Hirtomurex kawamurai is een slakkensoort uit de familie van de Muricidae. De wetenschappelijke naam van de soort is voor het eerst geldig gepubliceerd in 1978 door Shikama.